# Maka Systems
MAKA Systems GmbH (früher MAKA – Max Mayer Maschinenbau) ist ein bayerisches Unternehmen, das CNC-Maschinen für die Holz-, Aluminium-, Kunststoffbearbeitung und den Modellbau herstellt. Das Unternehmen wurde 1952 gegründet. Rund 130 Mitarbeiter sind nach einer schweren Krise im Jahr 2010 im Unternehmen verblieben. Das Unternehmen wurde durch die Beteiligungsgesellschaft Prolimity Capital Partners übernommen und wieder auf die Erfolgsspur gebracht. Der Hauptsitz des Unternehmens befindet sich im bayerischen Nersingen. Der Standort Burlafingen wird nach der Übernahme durch Prolimity schrittweise aufgegeben und in den Hauptsitz integriert. MAKA betreibt seit 1998 in Großbritannien eine eigene Niederlassung, um das europäische Vertriebs- und Servicenetz weiter auszubauen.

## Firmenhistorie
Die Idee des Firmengründers Max Mayer senior, Handarbeit in Tischlereien mit maschineller Hilfe einfacher zu gestalten, führte 1952 zur Patentierung des „Schwingmeißelstemmers“ und der Gründung der Max Mayer Maschinenbau GmbH.
1980 vollzog das Unternehmen den Schritt in das CNC-Zeitalter. Die Marktentwicklung führte zu einer Erweiterung der Tätigkeitsfelder in die Aluminium- und Kunststoffbranche. 1982 die Niederlassung in Herford gegründet.
1992 wurde die MAKA GmbH gegründet, die sich auf den Import, Vertrieb und Service von Standard-Tischlereimaschinen spezialisiert hat.
1997 beginnt der Aufbau eines Vertriebs- und Servicepartner für die Bereiche Aluminium-, Kunststoff- und Holzverarbeitung in den USA.
1998 wird die englische Niederlassung MAKA Machinery UK LTD gegründet, die das europäische Vertriebsnetz vervollständigte. Die Zertifizierung nach ISO 9001 erfolgte im selben Jahr.
2004 erhielt das Unternehmen den Umweltpreis des Bundesverbandes der Deutschen Industrie (BDI) als Partner des Thermoface-Netzwerkes.
Am 8. März 2010 reichte das Unternehmen beim Amtsgericht Neu-Ulm einen Antrag auf Insolvenzeröffnung ein. Als Insolvenzverwalter wurde Martin Hörmann aus Ulm bestellt.
Am 25. Juni 2010 hat die Beteiligungsgesellschaft Prolimity Capital Partners MAKA übernommen und führt das Unternehmen als MAKA Systems GmbH.
Am 24. Oktober 2013 übernahmen die Investoren Thomas Rubbe und Paul Lerbinger, vormals CEO der HSH Nordbank, das Unternehmen.
Am 12. September 2016 ist Dr. Jens Muckli in die MAKA Systems GmbH in Nersingen eingetreten und wird als zweiter Geschäftsführer gemeinsam mit dem bisherigen Geschäftsführer Klaus Kern für den weiteren Ausbau der Geschäftsaktivitäten verantwortlich sein.